# Molophilus nurawordubununa
Molophilus nurawordubununa är en tvåvingeart som beskrevs av Günther Theischinger 1992. Molophilus nurawordubununa ingår i släktet Molophilus och familjen småharkrankar. Inga underarter finns listade i Catalogue of Life.